# Kulturpalast
Il Kulturpalast (Palazzo della cultura) è un edificio pubblico nel centro di Dresda, in piazza Altmarkt. Fu costruito dal 1962 al 1969 su progetto di Wolfgang Hänsch, Herbert Löschau e Heinz Zimmermann, e utilizzato come spazio culturale polifunzionale.